# Богарне, Жозефина де
Жозефи́на де Богарне́ (фр. Joséphine de Beauharnais [ʒo.ze.fin də‿bo.aʁ.nɛ], урождённая Мари́ Жозефа Роз Таше́ де ла Пажери́ (фр. Marie Josèphe Rose Tascher de La Pagerie); 23 июня 1763, Труа-Иле, Мартиника — 29 мая 1814, Мальмезон) — императрица Франции с 1804 по 1809 год, первая жена Наполеона I.

## Биография

### Ранние годы
Мари Жозефа Роз Таше де ла Пажери или просто Роз (именем Жозефина её стал называть Наполеон) родилась на Мартинике в семье французского плантатора Жозефа-Гаспара Таше де ла Пажери (1735—1790), происходившего из старинного французского дворянского рода Таше. Впоследствии Жозефина любила рассказывать, как в детстве старуха-негритянка нагадала ей, что однажды она станет «больше, чем королевой».
13 декабря 1779 года в возрасте 16 лет вышла замуж за виконта Александра де Богарне (1760—1794), который в то время пользовался большим успехом у женщин. Первоначально семья Жозефины планировала выдать замуж за Богарне её младшую сестру Катрин. Родство с состоятельным семейством Богарне было крайне выгодно плантатору, поместье которого значительно пострадало от урагана 1766 года. Однако в возрасте 12 лет Катрин умерла, и супругой Богарне стала её старшая сестра Жозефина. Брак оказался неудачным, однако он принёс Жозефине двух горячо любимых детей: сына, Эжена (Евгения) де Богарне, впоследствии вице-короля Италии и герцога Лейхтенбергского, и дочь, Ортанс (Гортензию) де Богарне, впоследствии жену голландского короля Людовика Бонапарта и мать Наполеона III.
После шести лет брака, в марте 1785 года, супруги развелись. Три года Жозефина наслаждалась свободой, с удовольствием окунувшись в мир модных лавок и светских салонов. Когда все возможные финансовые ресурсы были исчерпаны, ей пришлось вернуться в родной дом на Мартинике.
Революция 1789 года изменила течение её судьбы. Беспорядки охватили не только Францию, но и Мартинику. Дворянам стало небезопасно там оставаться, и в 1790 году Жозефина снова уехала во Францию. В 1789 году Александр Богарне был избран депутатом Генеральных штатов. Несмотря на своё дворянское происхождение, он поддержал требования депутатов от третьего сословия о равноправии граждан, вошёл в состав Национального собрания, где занимал посты секретаря и президента собрания. Высокое положение бывшего мужа позволило Жозефине войти во многие столичные дома и салоны. В политике Александр Богарне придерживался умеренных взглядов, он не одобрял бунтов бедноты, травли революционерами королевской семьи и дворянства в целом. С приходом к власти жирондистов Богарне решил оставить политическую деятельность, вступил в революционную армию и сражался против австрийских и прусских интервентов.
В 1794 году генерал Богарне был назначен командующим Рейнской армией Французской республики, но после принятия якобинским Конвентом закона о недопущении дворян к службе в революционной армии вышел в отставку. По ложному обвинению в бездеятельности при обороне Майнца он был арестован как враг народа и гильотинирован 23 июня 1794 года — в день рождения Жозефины. Смертельная опасность нависла над всеми его родственниками. Жозефина также была арестована и приговорена к казни. В тюрьме Карм она стала любовницей содержавшегося там же генерала Гоша. Однако после переворота 9 термидора и последовавшей за ним казни Робеспьера смертный приговор был отменён, а сама Жозефина вскоре освобождена.

### Второй брак
Финансовое положение Жозефины после выхода из тюрьмы было крайне сложным: имущество бывшего мужа было конфисковано, а сообщение между родной Мартиникой, откуда она могла получать определённые денежные суммы, и метрополией было фактически прервано из-за непрекращающейся войны с Англией.
Тем не менее овдовевшая Жозефина завязала дружеские отношения со многими представителями столичной богемы и стала любовницей политического деятеля виконта де Барраса, одного из лидеров термидорианского переворота, который снимал для неё уютный особняк на улице Шантерэн. Теперь она являлась видной фигурой парижской светской жизни, одной из главных merveilleuses — причудниц и законодательниц моды и пропагандисток неогреческого стиля женской одежды. В 1795 году в салоне своей ближайшей подруги Терезии Тальен Жозефина познакомилась с генералом Бонапартом. Наполеон был на шесть лет моложе неё, и в то время едва ли существовали предзнаменования той блестящей карьеры, которая ждала офицера артиллерии.
Хотя на первый взгляд стильная вдова и молодой генерал не имели ничего общего, их роднило очень многое. Оба они родились на маленьких островах: Наполеон — на Корсике, Жозефина — на Мартинике. Его родным языком был итальянский, и он поначалу говорил по-французски с сильным акцентом. Жозефина покинула Западное полушарие в 1779 году, чтобы выйти замуж за молодого парижского аристократа. И Наполеон, и Жозефина после приезда во Францию чувствовали себя там чужими, им нужно было ассимилироваться и освоить так интригующий их этикет парижского общества. И Наполеон, и Жозефина познали бедность, а во время революции сидели в тюрьме. В их темпераментах тоже было много общего: они были мечтателями, крайне страстными и способными очаровать противоположный пол. Даже их настоящие имена были другими. Наполеон попросил Жозефину произнести своё девичье имя и услышал: Marie-Josephe-Rose. Он переименовал свою возлюбленную в Жозефину, видимо из-за её среднего имени Жозефа, и настоял на том, что даже её старые друзья стали называть её этим именем. В это же время он изменил корсиканское написание своего имени Наполеоне Буонапарте.
По свидетельствам современников, Жозефина отличалась расточительностью, и виконт де Баррас, возможно, не пожелал чинить препятствий её новым отношениям. Бонапарт сделал предложение в январе 1796 года. Несмотря на колебания Жозефины, брак между ними был заключён 9 марта 1796 года. Наполеон усыновил обоих детей Жозефины и в качестве свадебного подарка преподнёс супруге золотой медальон с надписью Au destiné («Это судьба»). Впоследствии он признавал, что до заключения брака считал свою невесту состоятельной, и лишь потом выяснилось, что Жозефина бедна. Через жену Наполеон получал доступ в высшие коридоры власти Директории и связи в тогдашнем французском светском обществе; Жозефину брак с революционным генералом страховал от придирок нового режима и обеспечивал ей статус добропорядочной женщины. Брачный контракт Наполеона и Жозефины полон сознательных неточностей и выдумок: так, ради Жозефины, которая была на шесть лет старше Бонапарта, неправильно указаны годы брачующихся: Наполеон прибавил себе два года, Жозефина сбросила четыре, и разница исчезла.
Родственники Бонапарта прохладно отнеслись к его браку с овдовевшей матерью двоих детей. Особенно негативное отношение демонстрировали его мать и сёстры, значительно проигрывавшие в сравнении с эффектной Жозефиной. На протяжении всех тринадцати лет брака Наполеона и Жозефины семейство Бонапарт интриговало против «вдовы Богарне», непрестанно подталкивая Наполеона расстаться со «старухой».
Через два дня после свадьбы Наполеон был вынужден оставить Париж, чтобы принять командование французскими войсками в Италии. Прибыв на место, он отправил супруге множество писем с настойчивыми просьбами приехать к нему, на которые Жозефина, воспитанная в традициях XVIII века, и, по-видимому, не предполагавшая, что основой брака может стать романтическая любовь, отвечала сухо и небрежно. В Париже она продолжала вести светскую и расточительную жизнь, получив после первых новостей о победах генерала Бонапарта прозвище Notre-Dame des Victoires (Богоматерь Победы).

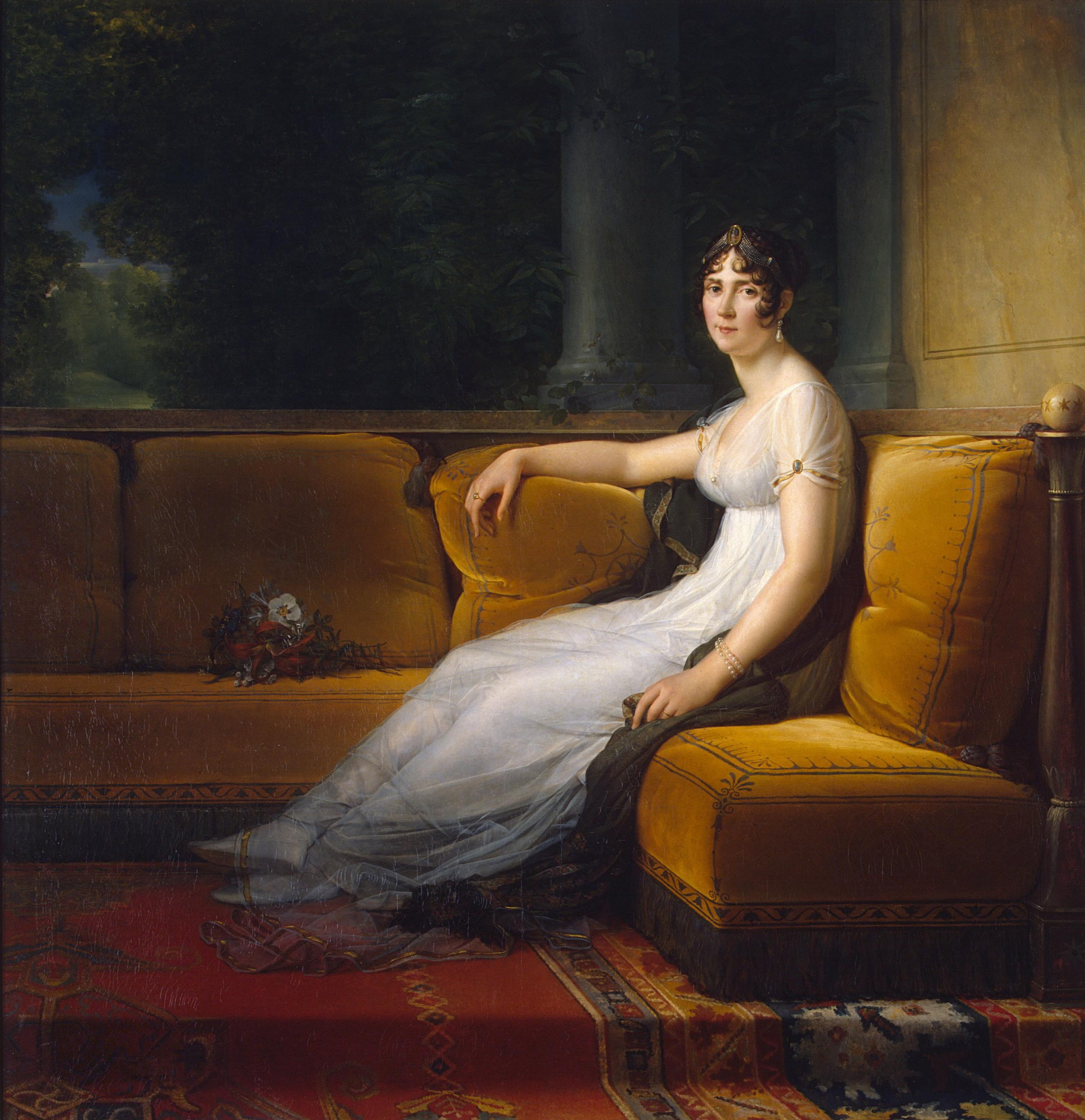
«Портрет Жозефины» кисти Жерара. 1801 год. Эрмитаж

Наконец 27 июня 1796 года, уступая требованиям мужа, Жозефина отправилась в Италию в сопровождении Жозефа Бонапарта, Жюно и Ипполита Шарля, адъютанта генерала Леклерка, с которым у неё была любовная связь.  Кроме того, её связывали с Ипполитом и деловые отношения: совместно они принимали участие в финансовых махинациях на поставках в армию. Больше года Жозефина провела в Италии, живя с Наполеоном во дворцах в Милане и его окрестностях.
2 января 1798 года после заключения Кампо-Формийского мира состоялось её возвращение в Париж, по случаю которого министром иностранных дел Талейраном был устроен торжественный приём.
В марте 1798 года информация о недостойных финансовых сделках и предосудительном поведении Жозефины была передана Наполеону. Жозефине удалось унять его гнев, убедив Наполеона в беспочвенности слухов. Отрицая все обвинения, она предложила развод, если Бонапарт не доверяет ей.
4 мая 1798 года Наполеон во главе большой армии отправился в экспедицию в Египет. Жозефина сопровождала его до Тулона, откуда он отплыл 19 мая.
В июле 1798 года, находясь в Египте, Наполеон вновь узнал о неверности своей супруги. На этот раз он не пожелал слушать объяснений и отправил своему брату Жозефу письмо, в котором просил о подготовке развода. Но это послание попало в руки англичан, а последующая переписка была прервана с потерей флота. Узнав о прибытии супруга во Францию, Жозефина отправилась к нему и сумела отговорить его от развода, пожертвовав ради этого своими отношениями с Ипполитом Шарлем.
Бонапарт не только простил Жозефину и отказался от развода, но и оплатил огромные долги, которые она сделала в его отсутствие. После этого эпизода отношение Бонапарта к Жозефине изменилось, чему отчасти способствовало то обстоятельство, что во время египетской кампании любовницей Наполеона стала 20-летняя Полин Фуре, жена одного из младших офицеров французской армии, вскоре прозванная «Клеопатрой Наполеона». Теперь он, несомненно всё ещё любя жену, заводил на стороне кратковременные и длительные любовные связи. Также их семейная жизнь продолжала омрачаться размолвками, связанными с новыми долгами Жозефины.

### Первая дама Франции

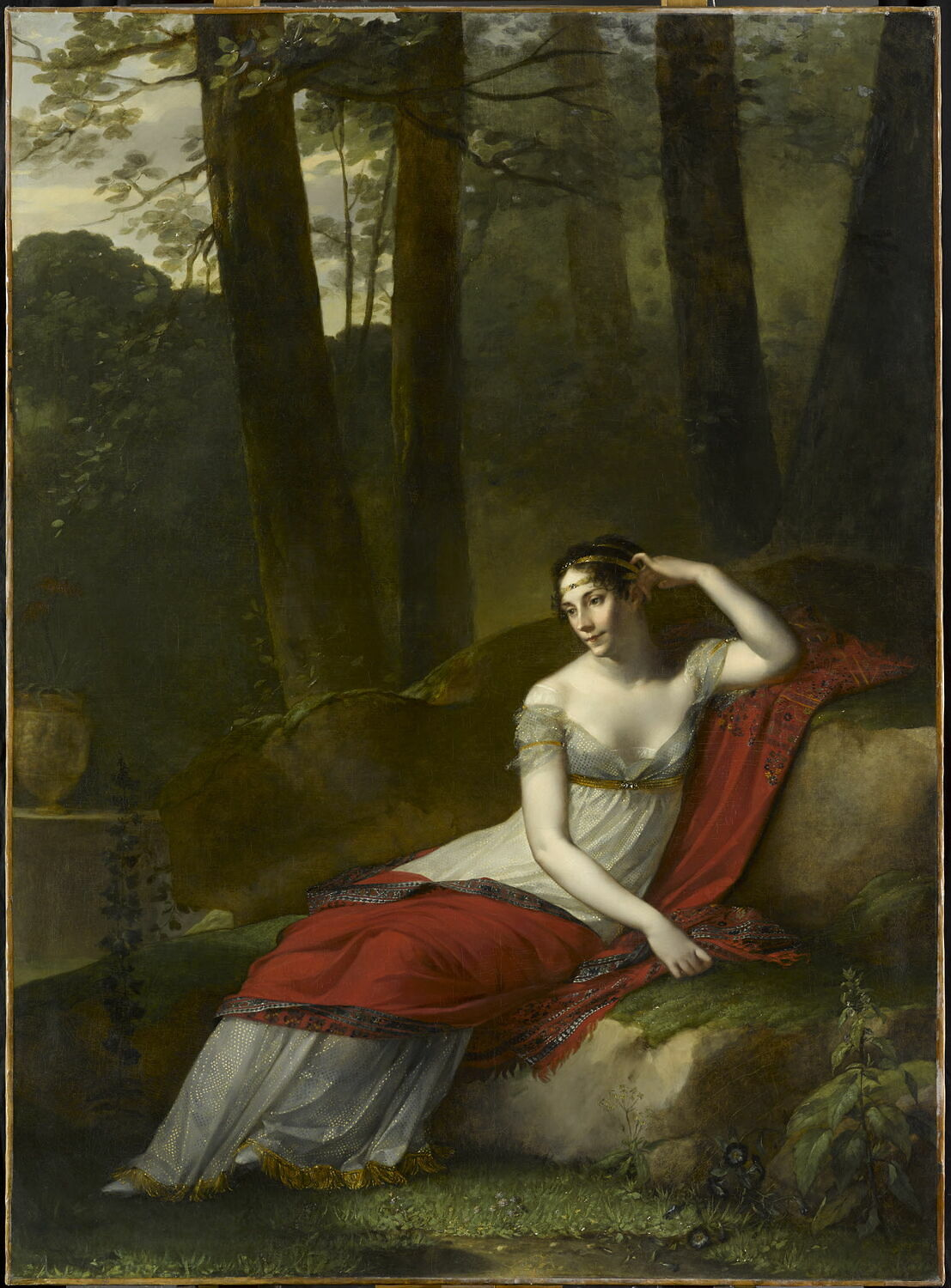
Жозефина на портрете работы Пьера-Поля Прюдона

Вернувшись из Египта, Наполеон совершил переворот 18 брюмера. Переворот, покончивший с Директорией, готовился в доме Жозефины на улице Шантерэн, сама она играла определённую роль в организации подготовки заговора. После 18 брюмера мадам Бонапарт стала первой дамой Франции, женой Первого Консула.
За полгода до этого, 21 апреля 1799 года Жозефина согласно желанию Наполеона приобрела в кредит замок Мальмезон постройки XVII века, который был перестроен и меблирован в античном стиле. При замке был разбит английский парк, сделаны пристройки в неоклассическом духе. Одним из первых шагов нового властителя Франции стало погашение кредита за Мальмезон, где поселилась его семья. Жозефина устраивает в Мальмезоне празднества, пышные приёмы, превратив замок в подобие Версаля, куда она не была допущена в своё время. Ещё в период Консулата у Жозефины появились фрейлины: госпожи де Талуэ, де Люрсе, де Лористон и де Ремюза.
Как первая дама Франции, Жозефина играла важную роль в том, что Наполеон называл «политикой национального единения». Позднее на острове Святой Елены он вспоминал:

«Моя женитьба на мадам де Богарне позволила мне установить контакт с целой партией, необходимой для установления „национального единения“ — одного из принципиальных и чрезвычайно важных пунктов моей администрации. Без моей жены я не мог бы достичь взаимопонимания с этой партией».
Оригинальный текст (фр.)La circonstance de mon mariage avec Madame de Beauharnais m’a mis en point de contact avec tout un parti qui était nécessaire à mon système de fusion, un des principes les plus grands de mon administration. Sans ma femme, je n’aurais jamais pu avoir avec ce parti aucun rapport naturel.

Жозефина, олицетворяя собой старый режим, была связующим звеном между первым консулом и той частью аристократии, которую Наполеон рассчитывал привлечь на свою сторону. Она лично вникала в дела множества эмигрантов, писала чиновникам и министрам рекомендательные письма и ходатайства о возвращении конфискованного имущества бывшим эмигрантам и восстановлении их в гражданских правах, за что снискала прозвище la bonne Joséphine (добрая Жозефина).
Когда Консулат открыл дорогу Империи, бесплодие мадам Бонапарт стало темой салонных разговоров и предметом неподдельного интереса, что угнетало Жозефину, которая и сама понимала, что Наполеону нужен наследник. Особенно тревожили её замыслы Наполеона стать монархом и основать во Франции новую правящую династию — в этом случае становилась реальной угроза её бездетному браку с Бонапартом. Жозефина пыталась противодействовать планам мужа вместе с Жозефом Фуше, но безуспешно. Фуше был отправлен в отставку, и 2 декабря 1804 года в Соборе Парижской Богоматери Наполеон провозгласил себя императором Франции и возложил короны на себя и на Жозефину. За день до этого Католическая церковь освятила их брак.
Как императрица, Жозефина, благодаря своей доброте, щедрости и такту, пользовалась во Франции большой популярностью, однако несколько лет спустя, когда неспособность Жозефины родить ребёнка больше не вызывала сомнений, Наполеоном было принято решение о разводе. Формальным поводом к расторжению брака послужило отсутствие приходского священника на церемонии венчания 1 декабря 1804 года. Развод вступил в силу 16 декабря 1809 года, после чего император смог сочетаться браком с австрийской принцессой Марией-Луизой, которая в 1811 году родила ему желанного наследника.
Впоследствии Талейран писал:

«Жозефина никому не казалась смешной, занимая трон, на котором дочь Цезарей столь бесславно её сменила».
Оригинальный текст (фр.)Joséphine occupa sans faire rire un trône ou la fille des Césars passa sans aucun titre de gloire.

### После развода

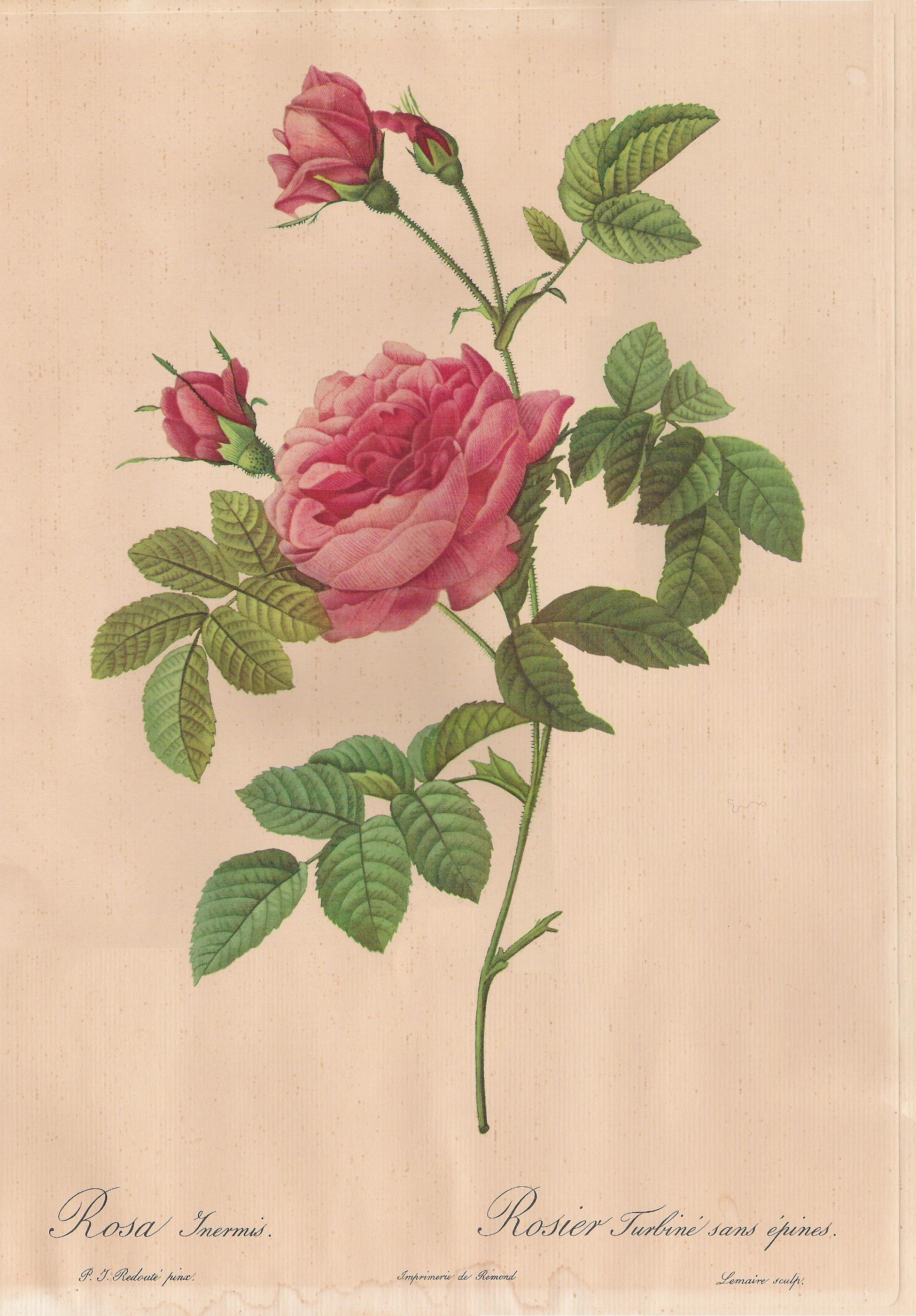
Rosa 'Imperatrice Josephine'. Ботаническая иллюстрация из Les Roses, 3 vols. (1817—1824)

Жозефина, сохранившая по настоянию Наполеона титул императрицы, поселилась в оставленном ей по условиям развода Мальмезоне, где жила пышно, окружённая своим прежним двором. По-прежнему привязанная к Наполеону, с которым они расставшись, оставались в дружеских отношениях, она переписывалась с императором и с участием следила за его судьбой.
Теперь всё своё время она посвящала своей давней страсти к ботанике: в оранжереях и теплицах Мальмезона ею была собрана богатейшая коллекция из экзотических растений со всего мира, многие из которых стали известны в Европе благодаря ей, а в зверинцах можно было увидеть редких животных и птиц (таких как эму, кенгуру, черный лебедь и т. д.). Особую известность получила её коллекция роз — их в саду Мальмезона насчитывалось около 250 сортов. Розы Мальмезона вдохновили выдающегося художника-ботаника Пьера-Жозефа Редуте на создание целой серии их «портретов», которая до сих пор считается непревзойденным шедевром ботанической иллюстрации.
Ещё при жизни в честь Жозефины, увлекавшейся ботаникой и садоводством, были названы два рода растений — Лапажерия (Lapageria) (по её девичьей фамилии) и Жозефиния (Josephinia).
Не перестаёт она пополнять и свою художественную коллекцию.
В 1814 году союзники по антифранцузской коалиции, особенно Александр I, отнеслись к ней с большой предупредительностью, но не позволили ей сопровождать Наполеона на остров Эльба.
25 мая 1814 года состояние здоровья Жозефины обострилось после того, как она простудилась во время прогулки с Александром I и 29 мая Жозефина Богарне скончалась.
2 июня 1814 года состоялись похороны Жозефины в церкви Сен-Пьер-Сен-Поль в Рюэй-Мальмезоне. На похоронах присутствовали генерал-адъютант Остен-Сакен, представитель русского императора, представитель короля Пруссии, многочисленные французские принцы, маршалы и генералы. По воспоминаниям современников, попрощаться с императрицей в общей сложности собралось больше 20 тысяч человек.
В Мальмезоне, где она жила в эпоху падения Империи, её дети от первого брака воздвигли ей в 1822 году памятник.
По воспоминаниям графа Монтолона, последними словами Наполеона перед смертью были: «Франция, армия, глава армии, Жозефина» (впрочем, воспоминания других свидетелей этого не подтверждают).

### Потомство
Сын Гортензии Шарль Луи Наполеон стал императором Франции под именем Наполеона III. Сын Евгения Богарне и Августы Амалии Баварской Максимилиан Лейхтенбергский, вступив в брак с дочерью Николая I Марией Николаевной, стал основателем российской ветви семьи Богарне, в то время как их дочь Жозефина вышла замуж за короля Швеции Оскара I. Через неё с Жозефиной прямым родством связаны главы ныне царствующих королевских домов Бельгии, Дании, Люксембурга, Норвегии и Швеции. Другая дочь Евгения де Богарне Амелия Лейхтенбергская стала второй женой императора Бразилии Педру I и императрицей Бразилии.

### Статус и титулы
- Мадам виконтесса де Богарне (1779—1804)
- Её Императорское Величество императрица французов и королева Италии (1804—1809)
- Её Императорское Высочество императрица Жозефина, герцогиня Наваррская (1809—1814)

## Разное
- Композитор Гаспаре Спонтини посвятил Жозефине свою оперу «Весталка» (1805, впервые представлена 15 декабря 1807 года в Париже в зале Монтансье благодаря личному заступничеству императрицы).
- Праправнучка Жозефины — Дарья Евгеньевна Богарне — была расстреляна в СССР в 1937 году, во время Большого террора[8].
- Песня Тори Эймос из альбома To Venus and Back так и называется — «Josephine»[значимость факта?].
- Аллюзии на отношения Наполеона и Жозефины есть также в песне «Josephine» из одноимённого альбома Паши Кашина[значимость факта?] и в песне «Жозефина» группы «Princesse Angine».

## В литературе и кино
- Роман Александра Дюма-отца «Дочь маркиза».
- Джулия Гордон — Наполеон и императрица Жозефина (США, 1909)
- Нелли Кормон[фр.] — Императрица Жозефина (Франция, 1912)
- Евгения Теттони — «Наполеон, эпопея Наполеона[итал.]» (немой, Италия, 1914)
- Йоханна Мунд — Мадам Рекамье[нем.] (Германия, 1920)
- Ивонн Миерис — Драма при Наполеоне (Франция, 1921)
- Джанет Александр[англ.] — Императрица Жозефина, или Жена Полубога (Великобритания, 1923)
- Гертруда Маккой — Королевский развод[англ.] (Великобритания, 1926)
- Джина Мэйнс — Наполеон (Франция, 1927)
- Джулиа Фэй — Сражающийся орел (США, 1927)
- Наталья Голицына — Парикмахер Наполеона[англ.] (США, 1928)
- Нелли Фернандес — Парикмахер Наполеона (США, 1930)
- Эрна Морена — Так закончилась любовь[нем.] (Германия, 1934)
- Джина Мэйнс — Наполеон Бонапарт (1935)[d]
- Сюзанн Каарен — «Романтика Луизианы» / Romance of Louisiana (США, 1937)
- Рут Чаттерон — Королевский развод[англ.] (Великобритания, 1938)
- Норма Нова — «Невеста короля[итал.]» (Италия, 1938)
- Лизе Деламар[фр.] — «Удивительная судьба Дезире Клари[фр.]» (Франция, 1942)
- Жизель Казалсю — «Памела[фр.]» (Франция, 1945)
- Мариса Мерлини — «Наполеон[итал.]» (Италия, 1951)
- Памела Мейсон — «Омнибус[англ.]», эпизод Mr. Lincoln: Part 5 — Napoleon's Love Letters (телепередача, США, 1953)
- Памела Мейсон — «Театр звёзд Шлица[англ.]», эпизод Her Kind of Honor (телесериал, США, 1954)
- Хеди Ламарр — «Любовь трёх королев[англ.]» (Италия, 1954). Другое название: «Влюблённый Парис».
- Мерл Оберон — «Дезире: любовь императора Франции[англ.]» (США, 1954)
- Мишель Морган — Наполеон: путь к вершине (Франция, Италия, 1955)
- Мартин Кароль — Аустерлиц (Франция, Италия, Югославия, 1960)
- Мишлин Прель — Имперская Венера (Италия, Франция, 1962)
- Эвелин Дандри — Влюбленная Жозефина (1974)
- Билли Уайтлоу — Наполеон и любовь (1974)
- Урсула Андресс — Приключения Скарамуша (1976)
- Даниель Лебрюн — Наполеон и Жозефина, или Комедия амбиций (1979)[e]
- Жаклин Биссет — Наполеон и Жозефина (1987)
- Беатрис Аженен — Наполеон в Европе (1991)
- Барабара Лукесова — Каспар Хаузер (1993)
- Изабелла Росселлини — Наполеон (2002)
- Ирина Низина — Адъютанты любви (2005)
- Ванесса Кирби — Наполеон (2023)